# Катрин Мар
Катрин Мар (на английски: Katherine Maher) е изпълнителен директор на Фондация Уикимедия, на постоянен щат считано от 23 юни 2016. Преди да започне работа във Фондацията, тя е работила за Световната банка, УНИЦЕФ и AccessNow.org – международна асоциация за застъпничество на човешките права, публичните политики и свободен и отворен Интернет.

## Образование
Мар получава образованието си в Института по арабски езици към Американския университет в Кайро от 2002 до 2003 година и в Колежа по изкуства и науки към Нюйоркския университет от 2003 до 2005 година, откъдето получава бакалавърска степен.

## Кариера
От март до юни 2016 година Катрин Мар е изпълнителен директор на Фондация Уикимедия, като преди това работи за Световната банка, УНИЦЕФ и AccessNow.org, където отговаря за различни кампании за застъпничество.
В Световната банка, Мар е консултант в областта на технологиите за международно развитие и демократизация, работейки по приложението на информационни и комуникационни технологии за отчетност и управление, с фокус върху ролята на мобилните комуникации и други технологии в подпомагането на гражданското общество и институционалните реформи, по-специално в Близкия Изток и Африка. Тя е съавтор на главата „Making Government Mobile“ от публикацията на Световната банка, озаглавена „Information and Communications for Development: Maximizing Mobile“ (2012).
Мар се присъединява към Фондация Уикимедия през април 2014 година на позиция ръководител отдел „Комуникации“ и става временно изпълняващ длъжността изпълнителен директор две години по-късно, през март 2016 година, след оставката на Лайла Третиков. Назначението ѝ като титулярен изпълнителен директор е обявено от съоснователя на Уикипедия Джими Уейлс на 24 юни 2016 по време на конференцията Уикимания 2016, считано от датата 23 юни 2016.